# Бражник, Иван Андреевич
Иван Андреевич Бражник (укр. Іван Андрійович Бражник; 16 октября 1897, Гринцево, Лебединский район — 27 апреля 1965, Киев) — советский спортсмен, тренер и педагог; по спортивной гимнастике; Заслуженный мастер спорта СССР (1940), Заслуженный тренер СССР (1956). Судья всесоюзной категории (1937).
Был автором учебно-методических работ и учебников по гимнастике. Разработал теорию и методику обучения и тренировки гимнастике, являлся одним из основателем спортивной терминологии в СССР.

## Биография
Родился 16 октября (4 октября по старому стилю) 1897 года в селе Гринцево, ныне Лебединского района Сумской области Украины.
В 1923 году окончил в Киеве Высшие курсы инструкторов по спорту и допризывной физической подготовки. Занимался спортом, был победителем и призёром соревнований по гимнастике на первенствах Украинской ССР, а также победителем легкоатлетических соревнований на Спартакиадах Харьковской губернии (1-е место по прыжкам в длину в 1924 году).
В 1926 году окончил Военно-педагогический институт в Москве. Работал преподавателем в средних школах и инструктором в спортивных клубах города Сумы; преподавателем Харьковского медицинского института (1927—1931); старшим преподавателем (1931—1935) и заведующим кафедры (1936—1941, доцент с 1939 года) Харьковского института физической культуры.
И. А. Бражник был участником Великой Отечественной войны, инструктором лечебной физкультуры эвакогоспиталей № 1025 и 2927.
После её окончания работал заведующим (1944—1962) и доцентом (1963—1964) кафедры гимнастики Киевского института физической культуры. Одновременно в 1945—1962 годах являлся председателем Федерации гимнастики Украины.
Иван Бражник — один из организаторов развития спортивной и художественной гимнастики в Украине. В 1936—1938 годах подготовил команду гимнастов Украинской ССР, которая дважды побеждала на первенствах СССР. Внёс вклад в воспитание плеяды выдающихся гимнастов Советского Союза — Н. Бочаровой, Л. Латыниной, П. Астаховой, Е. Бирюк, Б. Шахлина, Ю. Титова и других.
Умер 27 апреля 1965 года в Киеве. Отец Владимира Бражника — мастера спорта, кандидата педагогических наук.